# 原田泰夫
原田 泰夫（はらだ やすお、1923年3月1日 - 2004年7月11日）は、将棋棋士。棋士番号35。新潟県西蒲原郡（後の分水町、現在の燕市）出身。分水町名誉町民。加藤治郎名誉九段門下。

## 棋歴
10歳のころ、13世名人（関根金次郎）の立派な指導対局姿に心を打たれ、棋士を志す。原田の父は棋士になることに反対していたが、結局は高等小学校を卒業した原田とともに上京して棋士になる手助けをしている。はじめに縁のあった溝呂木光治（当時七段）を訪ねたが、溝呂木は当時三段で足踏みしていた弟子の間宮純一の名前を出して「自分は弟子運が悪い」「私のところじゃ四段になれない」と入門を断り、加藤治郎（当時五段）を紹介した。このため加藤に弟子入りすることになった。
1944年1月に四段に昇段するが、同年4月に陸軍新発田連隊に入隊。中国にわたり、現地で敗戦をむかえて抑留され、1946年6月に帰国して、同年の第1期順位戦に参戦する。
昭和中期を代表する強豪棋士だったことは意外と知られていない。名人以外の全プロが参加する「最強者戦」で見事最強者となったこともあり、大山康晴、升田幸三に次ぐ実力を有していた。なお、升田幸三は現役最後の新聞棋戦棋聖戦で敗北したが、相手は原田泰夫であった。この将棋は原田の名局とされている。
1965年の順位戦でB級2組に陥落したが、居飛車党から振り飛車党に棋風を変更し、1968年にB級1組に復帰する。1971年（昭和46年）には、14期ぶりに48歳でA級に復帰して、石川達三の同名小説に準え「四十八歳の抵抗」といわれ話題になった（自分から「四十八歳の抵抗」と述べたという説もあり）。B級2組まで陥落してからA級に復帰したのは原田一人のみ。

## 棋風
- 前項の通り、40代になって居飛車党から振り飛車党に転じたが（原田自身は「縦から横への変化」と棋風転換を表現している）、晩年は相居飛車・対抗型・相振飛車すべて指すオールラウンド・プレイヤーであった[8]。
- 「玉損の攻め」といわれるほど攻撃的な棋風で知られ、おだやかな人柄と全く相違しているため驚かれたという。1952年、「AB級対抗勝抜戦」（共同通信）で10連勝し、新潟出身であることから「原田謙信流」と呼ばれた[9]。
- 詰将棋作家としても知られており、実戦向けの作品を得意とした。
- 最長手数（勝負のついた局）の記録がある（1969年2月3日　B級1組順位戦・対芹沢博文　相振飛車　389手）[注 2]。

## 弟子

### 棋士となった弟子
| 名前     | 四段昇段日    | 段位、主な活躍        |
| -------- | ------------- | --------------------- |
| 佐藤庄平 | 1954年7月1日  | 八段、一般棋戦優勝1回 |
| 山口英夫 | 1964年4月1日  | 八段、一般棋戦優勝1回 |
| 桜井昇   | 1965年4月1日  | 九段、一般棋戦優勝1回 |
| 近藤正和 | 1996年10月1日 | 七段                  |

（2021年5月20日現在）

### 女流棋士となった弟子
| 名前     | 女流プロ入り日 | 段位、主な活躍       |
| -------- | -------------- | -------------------- |
| 鈴木環那 | 2002年10月1日  | 女流三段、A級在籍1期 |

（2020年9月22日現在）
- 佐藤と近藤は同郷の後輩でもある。中田宏樹・飯島栄治・藤倉勇樹・横山泰明・村山慈明・伊藤真吾・千葉涼子は孫弟子（いずれも桜井の弟子）。和田あき・はな姉妹は曾孫弟子（いずれも藤倉の弟子）。他にアマチュアの孫弟子として山口瞳がいる（山口英夫の弟子）。

## 人物・エピソード

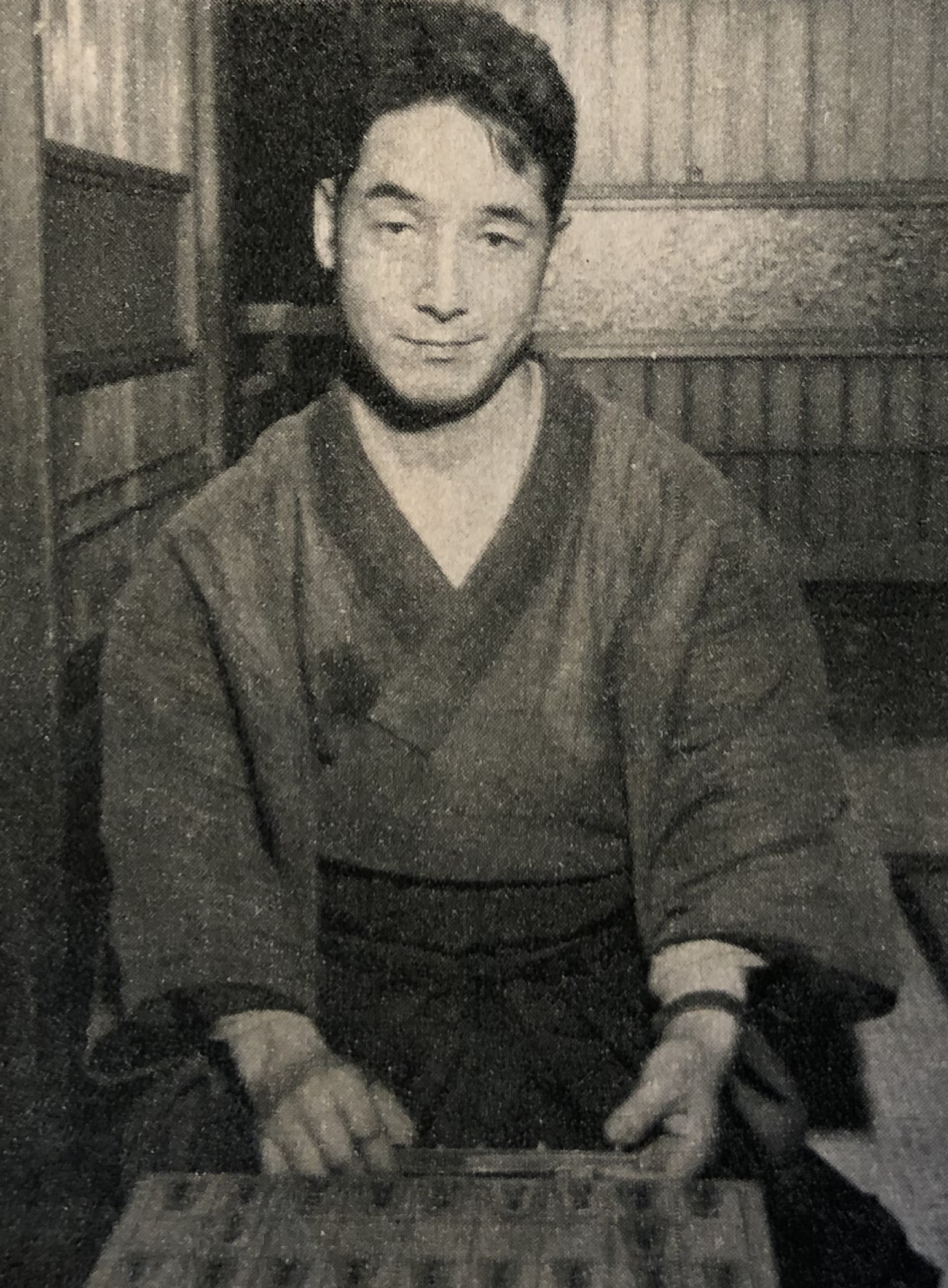
1954年

- 将棋の初心者向け解説者として最も著名な棋士の一人。常に目先を読む「三手の読み」（こうやる、こう来る、そこでこう指す）を提唱し、普及にも力を注いだ。格言も多く作っており、今日知られる格言の多くは原田によるものである。自分のことを「原田」と呼ぶ、人を呼ぶときに「やあこれは巨匠」と呼びかけるなど、独特の表現で人気があり、将棋界以外でも有名であった。今福栄は原田の人柄を「潔癖家、お洒落、破滅型でない浪費家、若者好き、柔軟な保守主義者」と評している。（『将棋プロアマ角落十番勝負』講談社刊より）
- 「自在流」（内藤國雄）、「さわやか流」（米長邦雄）、「自然流」（中原誠）、「光速流」（谷川浩司）など棋風の名付け親としても知られる。
- 原田家は、新潟県西蒲原郡分水町で、代々の医者・町学者の家柄であり、先祖の原田鵲斎・原田正貞父子は良寛と親交があった[10]。
- 1948年、馬淵逸雄陸軍少将の娘・栄子と結婚、媒酌人は漫談家の西村楽天だった[11]。
- 1961年から6年間、日本将棋連盟の会長を務め、同1961年の旧将棋会館の建設に尽力する[12]。また1973年からの加藤治郎会長時代には副会長をつとめる[13]。新将棋会館建設問題で加藤が1974年に辞任し、塚田正夫会長・大山康晴副会長となったのちも、請われて、再度、副会長をつとめる[14]。
- 30代で日本将棋連盟会長を務めた唯一の棋士であり、引退後も長きにわたり棋界の御意見番として重きをなすとともに、タイトル戦の立会人や毎年恒例となっている将棋まつり、将棋の日関連イベントなどを通じて、棋界の発展に大きく寄与した。
- 俳人・書家でもあり、泰風と号した。
- 羽生善治は小学5年生のとき、引退直前の原田と二枚落ちで対戦し、善戦するも攻めを誤って敗れた。この局の棋譜は小学館入門百科シリーズ118『将棋初段への道』（1982年1月）に所収されているほか、インターネット上でも公開されている[15][出典無効]。
- しゃべり好きで、パーティー等でスピーチを頼まれるといつも話が止まらなくなるほか、本人も「原田の話は長いことで有名で」と自らネタにするほどだった。そのため原田にスピーチを頼む際は「今日は誰が話を止めるか」が必ず関係者の間で話題になっていた[16]。
  - 師匠である加藤治郎の盤寿（数え年で81歳）を祝うパーティーでもいつもの調子でしゃべり続けたところ、あまりの話の長さに師匠の加藤自ら「原田くん、もうそろそろにしなさい」と一喝。さしもの原田も師匠には逆らえず降壇したという[16]。
- 1996年の加藤の死去後、将棋ペンクラブ名誉会長を引き継いだ。
- 愛棋家として知られた医事評論家の石垣純二は、生前原田を一番の贔屓としていた。その理由は以下の四つにあったという。
  - 一つ。自分の利益より、他人や集団の利益を考える数少ない人。同郷の田中角栄に欠けている、長の長たるべき男性。
  - 二つ。相手のイス（地位）に絶対負けることがない。たとえ相手がだれであっても、相手を認めて堂々と話す。
  - 三つ。他人のいい所をみてよくほめる。若い人を育てるためにしており大きなものにしっぽを振ってはいない。
  - 四つ。男一匹、生きていくんだという気概にみちている。腕一本で生きてきた自信と努力が達意の文を書かせ、味のある講演をさせる。温かい、心の広さがある。[17]

## 昇段履歴
- 1937年00月00日 ： 入門 [1]
- 1941年00月00日 ： 初段
- 1944年01月00日 ： 四段 [1][18]
- 1947年05月10日 ： 六段（特進、順位戦C級上位）[1]
- 1948年04月01日 ： 七段（順位戦B級昇級）
- 1949年04月01日 ： 八段（順位戦A級昇級）[1]
- 1982年04月07日 ： 引退 [19]
- 1982年11月17日 ： 九段（贈九段 = 将棋の日表彰）[1][20]

## 主な成績

### 棋戦優勝
- NHK杯戦　1回（第6回）
- 高松宮賞争奪選手権戦　1回（第4回）
- 最強者決定戦　1回（第13回）

合計3回

### 将棋大賞
- 第1回（1973年度） 敢闘賞
- 第9回（1981年度） 東京将棋記者会賞

### 表彰
日本将棋連盟 表彰
- 1968年11月 現役勤続25年 [1]

### 在籍クラス
| 開始 年度 | (出典)順位戦出典 | (出典)順位戦出典                           | (出典)順位戦出典  | (出典)順位戦出典  | (出典)順位戦出典  | (出典)順位戦出典  | (出典)順位戦出典  | (出典)順位戦出典  |
| 開始 年度 | 期               | 名人                                       | A級               | B級               | B級               | C級               | C級               | 0                 |
| 開始 年度 | 期               | 名人                                       | A級               | 1組               | 2組               | 1組               | 2組               | 0                 |
| --- | ---------------- | ------------------------------------------ | ----------------- | ----------------- | ----------------- | ----------------- | ----------------- | ----------------- |
| 1946 | 1                |                                            |                   |                   |                   | C108              |                   | 8-5               |
| 1947 | 2                |                                            |                   |                   |                   | C110              |                   | 9-3               |
| 1948 | 3                |                                            |                   | B1                |                   |                   |                   | 9-4               |
| 1949 | 4                |                                            | A 09              |                   |                   |                   |                   | 3-7               |
| 1950 | 5                |                                            |                   | B1                |                   |                   |                   | 11-1              |
| 1951 | 6                |                                            | A 08              |                   |                   |                   |                   | 4-4               |
| 1952 | 7                |                                            | A 05              |                   |                   |                   |                   | 4-4               |
| 1953 | 8                |                                            | A 05              |                   |                   |                   |                   | 4-5               |
| 1954 | 9                |                                            | A 08              |                   |                   |                   |                   | 3-5               |
| 1955 | 10               |                                            | A 07              |                   |                   |                   |                   | 5-5               |
| 1956 | 11               |                                            | A 05              |                   |                   |                   |                   | 4-5               |
| 1957 | 12               |                                            | A 06              |                   |                   |                   |                   | 3-6               |
| 1958 | 13               |                                            |                   | B101              |                   |                   |                   | 7-5               |
| 1959 | 14               |                                            |                   | B104              |                   |                   |                   | 5-7               |
| 1960 | 15               |                                            |                   | B108              |                   |                   |                   | 5-6               |
| 1961 | 16               |                                            |                   | B108              |                   |                   |                   | 休場              |
| 1962 | 17               |                                            |                   | B109              |                   |                   |                   | 8-5               |
| 1963 | 18               |                                            |                   | B106              |                   |                   |                   | 8-3               |
| 1964 | 19               |                                            |                   | B103              |                   |                   |                   | 5-9               |
| 1965 | 20               |                                            |                   |                   | B201              |                   |                   | 8-4               |
| 1966 | 21               |                                            |                   |                   | B204              |                   |                   | 9-3               |
| 1967 | 22               |                                            |                   |                   | B204              |                   |                   | 9-3               |
| 1968 | 23               |                                            |                   | B112              |                   |                   |                   | 7-5               |
| 1969 | 24               |                                            |                   | B107              |                   |                   |                   | 5-8               |
| 1970 | 25               |                                            |                   | B109              |                   |                   |                   | 9-2               |
| 1971 | 26               |                                            | A 10              |                   |                   |                   |                   | 4-4               |
| 1972 | 27               |                                            | A 06              |                   |                   |                   |                   | 3-7               |
| 1973 | 28               |                                            |                   | B101              |                   |                   |                   | 4-9               |
| 1974 | 29               |                                            |                   |                   | B201              |                   |                   | 3-7               |
| 1975 | 30               |                                            |                   |                   | B215              |                   |                   | 7-3               |
| |                  | 第31-35期は回次省略 / 第30期の翌期は第36期 |                   |                   |                   |                   |                   |                   |
| 1976 | 36               |                                            |                   |                   | B206              |                   |                   | 4-6               |
| 1978 | 37               |                                            |                   |                   | B211x             |                   |                   | 4-6               |
| 1979 | 38               |                                            |                   |                   | B217*             |                   |                   | 5-5               |
| 1980 | 39               |                                            |                   |                   | B211*             |                   |                   | 3-7               |
| 1981 | 40               |                                            |                   |                   | B215*x            |                   |                   | 3-7               |
| 1982 |                  | 1982年4月7日 引退                          | 1982年4月7日 引退 | 1982年4月7日 引退 | 1982年4月7日 引退 | 1982年4月7日 引退 | 1982年4月7日 引退 | 1982年4月7日 引退 |
| 順位戦の 枠表記 は挑戦者。 右欄の数字は勝-敗(番勝負/PO含まず)。 順位戦の右数字はクラス内順位 ( x当期降級点 / *累積降級点 / +降級点消去 ) |                  |                                            |                   |                   |                   |                   |                   |                   |

## 日本将棋連盟 役員
- 1955年04月 - 1958年03月：理事 [22][23][24]
- 1960年05月 - 1961年05月：理事 [25]
- 1961年05月 - 1967年05月：会長 [26][27][28][29][30][31][32]
- 1973年05月 - 1973年07月：副会長 [33]
- 1975年06月 - 1976年12月：副会長 [34][35]

## 褒章・叙勲
（日本将棋連盟からの表彰は「#表彰」参照）
- 1982年秋 藍綬褒章
- 1996年春 勲四等旭日小綬章

## 主な著書
- 将棋小學校 (1952年、大阪屋号書店)
- よくわかる将棋 (1970年、東京書店)  - 21世紀まで増刷を重ねているロングセラー。
- 将棋名勝負物語 (1972年、天狗太郎共著、時事通信社）
- 攻め方コーチします (1973年、日本将棋連盟)
- 将棋プロアマ角落十番勝負 (1977年、今福栄共著、講談社)
- 日本将棋大系 6 伊藤看寿（1978年、筑摩書房）
- 昭和生まれの天才棋士たち (1985年、創元社）
- 名棋士81傑ちょっといい話 (1998年、講談社プラスアルファ文庫)
- 棋士・原田九段の書と随想（2001年11月、梧桐書院、ISBN 4-340-02707-3）
- 最強の詰将棋200題　実戦型3手から13手詰め（2004年6月、梧桐書院、ISBN 4-340-07115-3）
- 日本将棋用語事典（監修、2004年12月、東京堂出版、ISBN 4-490-10660-2）